# Sergio Martini (ingeniero)
Sergio Alejandro Martini (n. el 30 de abril de 1930 en Roma, Lacio, Reino de Italia - f. el 1 de marzo de 2017 en Punta del Este, Maldonado, Uruguay) fue un ingeniero, empresario italiano nacionalizado argentino que se desempeñó como ministro de Obras y Servicios Públicos, durante el Proceso de Reorganización Nacional, bajo la presidencia de facto de Leopoldo Fortunato Galtieri y el interinato de Alfredo Oscar Saint-Jean entre el 22 de diciembre de 1981 y el 2 de julio de 1982.

## Familia y educación
Nació en Roma, Italia, el 30 de abril de 1930. Era hijo de Ivana Julieta Mercedes Mihanovich Lavarello y Franco Martini Crotti. Estaba casado con María Rosa Segura con quien tuvo sus cuatro hijos: Iván, Franco, Flavia y Federico.
Segio Martini se recibió de ingeniero en el Instituto Politécnico Rensselaer de los Estados Unidos.

## Actividad como funcionario público
Antes de desempeñarse como funcionario público, trabajó en el sector privado para la empresa tabacalera Massalin Particulares.
El 20 de marzo de 1980 fue nombrado presidente de Gas del Estado, cargo en el que permaneció hasta el 22 de diciembre de 1981. Era también miembro del Consejo Empresario Argentino (CEA). También fue vocal del Instituto para el Desarrollo Empresarial de la Argentina (IDEA), de la Fundación de Investigaciones Económicas Latinoamericanas (FIEL), del Instituto Argentino del Petróleo y del Gas (IAPG), de la Cámara de la Industria Química y Petroquímica (CIQyP).

### Ministro
Luego de que la Junta Militar de Gobierno integrada por Omar Domingo Rubens Graffigna, Jorge Isaac Anaya y Leopoldo Fortunato Galtieri resolvió la destitución de Roberto Eduardo Viola del cargo de presidente (de facto) el 11 de diciembre de 1981 y el posterior interinato de Carlos Alberto Lacoste en el Poder Ejecutivo, fue designado el teniente general Galtieri para ocupar el cargo vacante. El 22 de diciembre, tras la jura de Galtieri, hacen lo propio los integrantes del gabinete. El ingeniero Sergio Martini había sido elegido para suceder a Diego Urricarriet en el Ministerio de Obras y Servicios Públicos.
Para que lo acompañen en su gestión, Sergio Martini nombró como Secretario de Energía al ingeniero Gustavo Luis Petracchi, al ingeniero Augusto Finochetti como Secretario de Obras Públicas y a Pablo María Leclercq, también ingeniero, al frente de la Secretaría de Servicios Públicos. Su subsecretario Técnico y de Coordinación Administrativa fue Miguel Ángel Bolívar.
Luego de la finalización de la Guerra de Malvinas Galtieri es desalojado del gobierno el 17 de junio de 1982 y sucedido interinamente por Alfredo Saint-Jean hasta el 2 de julio de 1982, cuando asume Reynaldo Bignone y decide designar un nuevo gabinete. Martini fue desplazado por Conrado Bauer.

## Fallecimiento
Sergio Martini murió el primero de marzo de 2017, a los 87 años en la turística ciudad de Punta del Este, Uruguay.